# ناكا-كو
ناكا-كو (باليابانية: 中区 (横浜市)) هو حي في اليابان، يقع في يوكوهاما ، وهي عاصمتها، بلغ عدد سكانه 148,724  نسمة وذلك حسب إحصائيات سنة 2018، تبلغ مساحته 21.28 كيلومتر مربع.

## التقسيمات الإدارية
- Yokohama Park  [لغات أخرى]‏
- Onoechō  [لغات أخرى]‏
- Yamashitachō  [لغات أخرى]‏
- Motomachi, Yokohama [الإنجليزية]‏
- Sakuragichō  [لغات أخرى]‏
- Nogechō  [لغات أخرى]‏
- Koganechō  [لغات أخرى]‏
- Fukutomichō  [لغات أخرى]‏
- Isezakichō [الإنجليزية]‏
- Akebonochō  [لغات أخرى]‏
- Bandaichō  [لغات أخرى]‏
- Kotobukichō  [لغات أخرى]‏
- Ishikawachō  [لغات أخرى]‏
- Yamatechō  [لغات أخرى]‏
- Honmoku  [لغات أخرى]‏.